# The Power Station
The Power Station är en musikgrupp bildad 1984 av sångaren Robert Palmer, Tony Thompson (trummor) från gruppen Chic och Duran Duran-medlemmarna John Taylor (basgitarr) och Andy Taylor (gitarr). De framstod som 1980-talets "supergrupp" och fick 1985 en hit med låten "Some Like It Hot". Albumet The Power Station, producerad av Bernard Edwards (också från Chic), blev en stor framgång och från den blev T.Rex-covern "Get It On (Bang a Gong)" ännu en hit. Under den turné som följde anlitades sångaren Michael Des Barres eftersom Palmer valde att återvända till sin solokarriär.
1995 återbildades originalupplagan av bandet och gav året därpå ut albumet Living in Fear. Den blev dock ingen större succé och därefter lades gruppen ned för gott.
Palmer dog av en hjärtinfarkt i Paris, Frankrike, vid en ålder av 54, den 26 september 2003
Edwards dog av lunginflammation under en turné tillsammans med gruppen Chic i Japan 1996.

## Bandmedlemmarna
- Robert Palmer – sång (1984–1985, 1995–1996; död 2003)
- Andy Taylor – gitarr (1984–1985, 1995–1996)
- Tony Thompson – trummor (1984–1985, 1995–1996)
- John Taylor – basgitarr (1984–1985, 1995)
- Michael Des Barres – sång (1985)
- Bernard Edwards – basgitarr (1995–1996; död 1996)

## Diskografi
Studioalbum
- The Power Station – 1985 (UK #12, US #6)
- Living In Fear – 1996

Samlingsalbum
- Best Of The Power Station – 2003
- The Power Station: 20th Anniversary Edition – 2005

Singlar
- "Some Like It Hot" – 1985 (UK #14, US #6)
- "Get It On (Bang a Gong)" – 1985 (UK #22, US #9)
- "Communication" – 1985 (UK #75, US #34)
- "She Can Rock It" – 1996 (UK #63)